# Nelson (bande dessinée)
Nelson est une série de bande dessinée humoristique suisse créée en 2000 par Christophe Bertschy pour le journal suisse Le Matin avant d'être publiée en albums aux éditions Dupuis en janvier 2004.

## Histoire
La création du diablotin s'est fait rapidement seul sans aucune difficulté, loin de la catégorie dans laquelle se trouve bon nombre de chiens et chats. Christophe Bertschy l'a réalisée pour le journal Le Matin, donc pour un public plutôt adulte qu'il avait pensé auparavant. Le personnage Nelson apparaît pour la première fois le 11 février 2001 dans le quotidien Le Matin dont les lecteurs francophones de Suisse se sont réjouis. Pour cette raison, Le Matin reprend les cent quatre-vingt strips pour en faire un album en bichromie : il s'en est vendu presque cinq mille exemplaires en Suisse romande.
Quelques années suivantes, l'auteur propose son projet aux éditions Dupuis pour la collection Humour libre. L'éditeur le voit plutôt pour tous publics dans l'hebdomadaire Spirou.

## Synopsis
Un petit diablotin orange gourmand et paresseux, venu rendre la vie impossible à Julie, une jeune femme moderne obligée de supporter ses frasques. Les strips le mettent en scène dans ses farces avec le chien Floyd, labrador parfaitement idiot et crédule ainsi que les deux amis de ce dernier : Frolo, le molosse et Spoutnik, un chien de petite taille.

## Personnages
NelsonC'est un petit diable orange envoyé sur Terre pour accompagner Julie, ou plus exactement, pourrir son existence pour la punir d'avoir volé un rouleau de PQ au bureau. Mais il n'est pas aussi méchant qu'il le dit lui-même. D'ailleurs il est "le seul prince des ténèbres qui a peur du noir". Il aime regarder la télévision, déranger les autres, faire de mauvaises blagues comme mettre du dentifrice dans un hot dog... Mais avant tout, il adore manger et ne cesse de vider régulièrement le réfrigérateur. Enfin, toutes les choses que ferait un enfant très turbulent. Il est donc particulièrement espiègle. Dans le premier tome de la série, Nelson apparaît à Julie après que celle-ci a refusé de faire suivre une chaîne de mails. Avec Floyd, son meilleur ami, ils ont réussi à mettre le feu à 14 sapins de Noël, à griller 19 télés, ont déclenché plusieurs incendies dans leur appartement, ils sont parvenus à envoyer un BBQ sur orbite et ont réussi l'exploit de bouter le feu à un extincteur. Julie se souvient même qu'un pompier est venu 18 fois chez elle pour des incendies et des inondations... Malgré cela Nelson est un bon-vivant qui met beaucoup d'ambiance dans son entourage, ses proches ayant même déclaré s'ennuyer en son absence.
JulieUne jeune femme célibataire dont la vie tourne surtout autour de son travail, elle n'a que peu d'amis et mène une petite vie bien tranquille. Mais depuis l'arrivée de Nelson, elle est obligée de vivre avec les incendies, inondations et toutes sortes d’événements absurdes et loufoques que peut causer Nelson. Il est donc également celui qui met de l'animation dans sa vie. Julie est désespérée de ne pas trouver de compagnon, et ne réagit jamais positivement aux avances de son collègue et ami Hubert. Elle fait également preuve d'incapacité à réussir son examen de conduite.
FloydLe labrador de Julie et le souffre-douleur de Nelson. Il mène une vie de chien relativement tranquille et se retrouve régulièrement avec ses amis Frolo et Spoutnik, avec qui ils vont renifler des flaques d'urine, manger dans les poubelles et parfois simplement se battre pour le plaisir. Les 3 ont forte tendance à ne jamais s'accorder, ce qui génère de violentes bagarres qu'ils semblent tout de même apprécier, ne restant jamais fâchés les uns contre les autres. Naïf, crédule, bête et tête en l'air, il est la victime idéale des 400 coups de Nelson. Mais il se trouve aussi être le meilleur ami de celui-ci, et se trouve régulièrement complice de ses bêtises en l'absence de Julie. Les deux sont régulièrement auteurs de nombreuses catastrophes déclenchées dans l'appartement. Tout comme Julie, il affirme s'ennuyer en l'absence de Nelson, sa vie redevenant banale et sans réelle distraction.
FroloUn bouledogue obèse et très susceptible, ami de Floyd. Il incarne le stéréotype de l'individu relativement imposant se croyant supérieur aux autres, et n'hésitant pas à le leur faire comprendre. Il est souvent initiateur de bagarre entre lui et ses amis et est très susceptible et donc ne tolère aucune remarque.
SpoutnikUn roquet du voisinage, ami de Floyd. Il se croit souvent plus malins que les autres et veut toujours avoir le dernier mot. Il fait également preuve d'une grande franchise, ne se retenant jamais à donner le fond de sa pensée, caractère générateur de conflits au sein de son groupe d'amis. Il est aussi fortement complexé par sa petite taille, dont Frolo ne cesse de se moquer.
HubertCollègue et ami de Julie dont il est amoureux, Hubert incarne l'employé de bureau de faible envergure, ne résumant sa vie qu'à son travail. Célibataire endurci, il vit toujours chez sa mère avec qui il entretient des rapports tendus, celle-ci ne lui laissant que peu de liberté. Il passe son temps libre à regarder la télévision. Il est en surpoids et n'apprécie pas le sport, ce qui génère souvent des conflits avec son médecin qui le force à en faire, et est souvent source de gags dans la bande dessinée. Amateur du "blues du business man" Hubert aurait voulu être un artiste et cherche à " quitter son job pourri et ses collègues médiocres". Il lui est donc arrivé de démissionner afin de se lancer dans la poterie sur les conseils de Nelson, mais étant lui-même très médiocre il est contraint de reprendre son ancien travail. Lorsque son chef lui propose un job à la hauteur il finit par laver les vitres de l’extérieur. Après toutes ces péripéties Hubert obtient enfin un poste à la hauteur de ses ambitions : un poste de directeur au Trucmuchistant. Mais cette proposition est en fait une arnaque de son patron visant à l'éloigner de Julie afin de pouvoir la draguer seul sans rival. Le malheureux prend donc l'avion et atterrit dans une contrée glacée et désertique où, quoique chef d'une entreprise comptant en tout et pour tout un vieillard endormi et un pingouin, il devra lutter pour survivre. Hubert réussit néanmoins à regagner la Suisse où il vînt se présenter à son chef. Les retrouvailles furent glaciales. Hubert tenta d’abord d’empoisonner son chef, et comme celui-ci refusait de manger, il sortit de son manteau un pistolet automatique gros calibre chargé qu'il pointa sur son chef. Le strip n'en dit pas plus...
StupidonVersion stupide de Cupidon. C'est un ange qui tire des flèches qui rendent amoureux. Sa frange est si longue qu'il ne voit jamais sa cible, provoquant beaucoup de coups de foudre spéciaux, comme un hérisson qui tombe amoureux d'une brosse. Il est stupide et gourmand, allant jusqu'à prendre trop de poids pour pouvoir s'envoler.
Le DiableDont la vie est aussi très dynamisée par Nelson.
DolorèsLa sœur de Julie. Elle est gothique. Elle possède toute sorte d'animaux atypiques tels que des rats, serpents, mygales, chauves-souris... Elle enchaîne les conquêtes amoureuses, mais finit par avoir un bébé avec son copain Mike, punk et métalleux. Julie et sa sœur ne se sont jamais vraiment entendues, les deux étant de deux mondes différents et ne se trouvant que rarement sur la même longueur d'onde. Dolorès ne semble pas réellement avoir de logement fixe, ceux-ci semblent varier au fil de ses amours, et elle demande régulièrement à être logée chez Julie, elle ainsi que tous ses animaux, ce qui est source de conflits entre les deux sœurs. Elle s'entend particulièrement bien avec Nelson avec qui elle entretient une relation complice, les deux se retrouvent souvent à taquiner Julie.

## Clins d'œil
Nelson rappelle un autre héros animalier Garfield de Jim Davis en raison de sa couleur orange, sa gourmandise, sa paresse et son apparition en bande dessinée
, mais l'auteur nie s'en être inspiré à l'exception de Calvin et Hobbes, Dilbert ou Earl et Mooch,.

« Je ne suis pas fan de Garfield. Ça me paraît totalement naturel que l’on compare notre travail, je ne vais pas me vexer, Garfield est un strip de format mondial, très bien calibré, reconnu universellement. Je préfère Grimmy, qui est plutôt jaune d’ailleurs. La comparaison est inévitable, c’est le même format, le même type de personnage un peu parasite, accompagné d’un adulte, il y a un tas de points communs. On m’en parle mais je ne crois pas, sincèrement, m’en être inspiré, ce n’est pas mon truc, je préfère de loin Calvin et Hobbes. »

— Christophe Bertschy.

### En format normal
- 1 Diablotin à domicile, Dupuis, Janvier 2004
Scénario, dessin et couleurs : Christophe Bertschy
- 2 Catastrophe naturelle, Dupuis, Mai 2004
Scénario, dessin et couleurs : Christophe Bertschy
- 3 Calamité à plein temps, Dupuis, Mars 2005
Scénario, dessin et couleurs : Christophe Bertschy
- 4 Démon de midi, Dupuis, Mars 2006
Scénario, dessin et couleurs : Christophe Bertschy
- 5 Super casse-pieds, Dupuis, Août 2006
Scénario, dessin et couleurs : Christophe Bertschy
- 6 Crapule king size, Dupuis, Avril 2007
Scénario, dessin et couleurs : Christophe Bertschy
- 7 Tête à claques, Dupuis, Janvier 2008
Scénario, dessin et couleurs : Christophe Bertschy
- 8 Né pour nuire, Dupuis, Janvier 2009
Scénario, dessin et couleurs : Christophe Bertschy
- 9 Fainéant génétique, Dupuis, Janvier 2010
Scénario, dessin et couleurs : Christophe Bertschy
- 10 Cyclone Destroy, Dupuis, Janvier 2011
Scénario, dessin et couleurs : Christophe Bertschy
- 11 Fléau sans frontière, Dupuis, Juin 2011
Scénario, dessin et couleurs : Christophe Bertschy
- 12 Forcément coupable, Dupuis, Février 2012
Scénario, dessin et couleurs : Christophe Bertschy
- 13 Mini cataclysme, Dupuis, Février 2013
Scénario, dessin et couleurs : Christophe Bertschy
- 14 Définitivement nuisible, Dupuis, Janvier 2014
Scénario, dessin et couleurs : Christophe Bertschy
- 15 Exécrable par nature, Dupuis, Janvier 2015
Scénario, dessin et couleurs : Christophe Bertschy
- 16 Déplorable surprise, Dupuis, Janvier 2016
Scénario, dessin et couleurs : Christophe Bertschy
- 17 Cancre intergalactique, Dupuis, Janvier 2017
Scénario, dessin et couleurs : Christophe Bertschy
- 18 Crétin des Alpes, Dupuis, Janvier 2018
Scénario, dessin et couleurs : Christophe Bertschy
- 19 Petit sinistre, Dupuis, Juillet 2018
Scénario, dessin et couleurs : Christophe Bertschy
- 20 Prince des desserts, Dupuis, Février 2019
Scénario, dessin et couleurs : Christophe Bertschy
- 21 Dispensable andouille, Dupuis, Juillet 2019
Scénario, dessin et couleurs : Christophe Bertschy
- 22 Super furax, Dupuis, Février 2020
Scénario, dessin et couleurs : Christophe Bertschy
- 23 Totalement ingérable, Dupuis, Février 2021
Scénario, dessin et couleurs : Christophe Bertschy
- 24 Poil à gratter au paprika, Dupuis, Février 2022
Scénario, dessin et couleurs : Christophe Bertschy
- 25 Mauvaise graine, Dupuis, Février 2023
Scénario, dessin et couleurs : Christophe Bertschy
- 26 Signature diabolique, Dupuis, Janvier 2024
Scénario, dessin et couleurs : Christophe Bertschy
- 27 Merguez orbitale, Dupuis, Février 2025
Scénario, dessin et couleurs : Christophe Bertschy

### En format à l'italienne
Un strip book sous forme de comics en 3-4 cases.
- 1 Saison complète - 1, Dupuis, avril 2009
Scénario, dessin et couleurs : Christophe Bertschy
- 2 Saison complète - 2, Dupuis, avril 2009
Scénario, dessin et couleurs : Christophe Bertschy
- 3 Saison complète - 3, Dupuis, septembre 2009
Scénario, dessin et couleurs : Christophe Bertschy
- 4 Saison complète - 4, Dupuis, septembre 2009
Scénario, dessin et couleurs : Christophe Bertschy